# Somalilandia británica
La Somalilandia británica, conocida oficialmente como Protectorado de Somalilandia (en inglés: Somaliland Protectorate) fue un protectorado británico en el norte del Cuerno de África. En 1960 se integró en Somalia.

## Límites

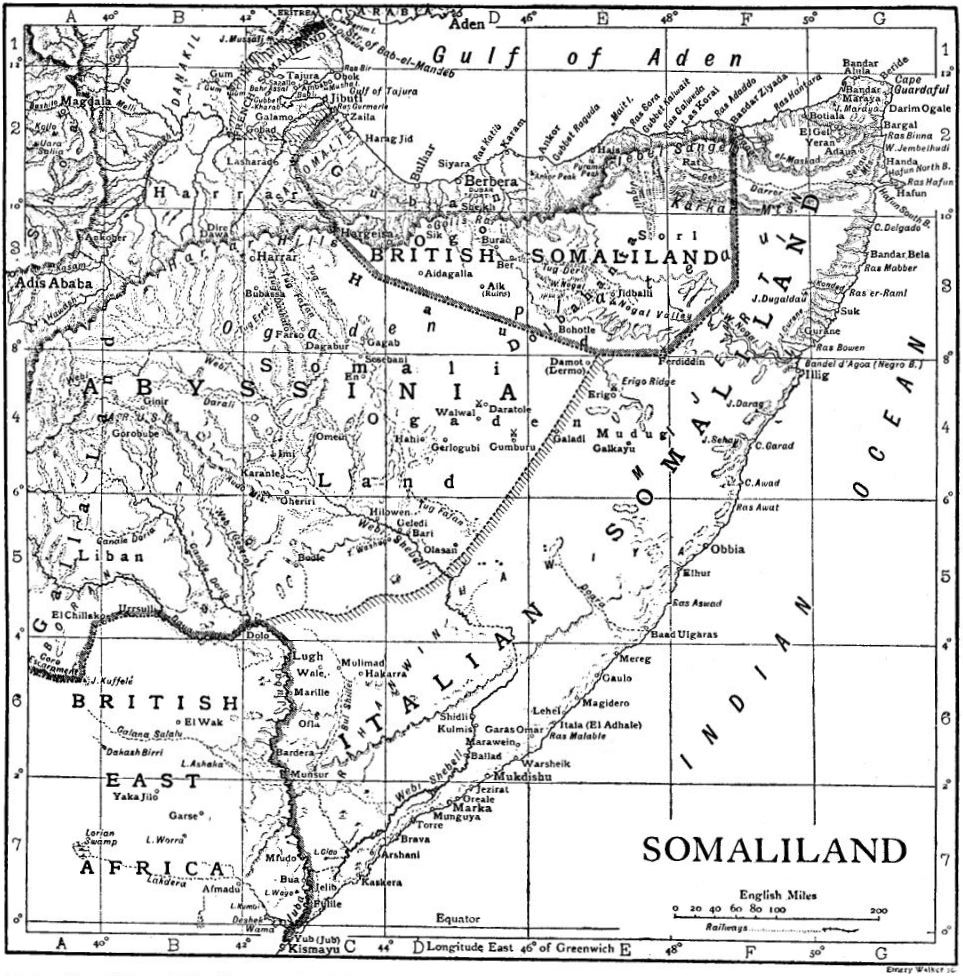
Somalia hacia 1911, con los territorios inglés, italiano, francés y abisinio.

El protectorado británico de Somalilandia estaba limitado al norte por el golfo de Adén. Al este limitaba con la Somalia italiana, según los límites fijados en el Convenio de 1894. Otro acuerdo anglo-italiano, de 19 de marzo de 1907, regulaba las relaciones entre ambas potencias coloniales en Somalia.
Al sur limitaba con Etiopía. Esta frontera se modificó en 1897 de forma que el país africano recibió 38 000 km² adicionales de territorio frente al Convenio de 1894. Al oeste el protectorado británico limitaba con la Somalia francesa. La extensión territorial era de aproximadamente 178 000 km².

## Población
Los habitantes del territorio eran inicialmente nómadas en su totalidad. Durante el dominio británico aparecieron y se desarrollaron algunas poblaciones: Berbera contaba unos 30 000 habitantes en 1921, Zeila 7000 y Bulhar 7300.
La población en 1958 se estimaba en 600 000 habitantes.

## Economía
El territorio exportaba productos ganaderos (pieles y cueros, ganado vacuno, lanar y caprino) y materias de origen vegetal (gomas y resinas, especias). Las importaciones incluían arroz, dátiles, azúcar y productos textiles.
El principal puerto de la Somalia británica era Berbera. El puerto de Zeila fue perdiendo tráfico por la competencia de Yibuti, que tenía la terminal del ferrocarril de Adís Abeba.
Los transportes se realizaban con camellos o automóviles. Hacia 1923 había estaciones radiotelegráficas en Berbera, Burao, Hargeisa, Zeila y Los Khorai. También se contaban 73 km de líneas telegráficas. En 1958 había instalados en el territorio 420 teléfonos, repartidos en Hargeisa, Berbera y Burao; la red de carreteras ascendía a 4000 km que podían quedar inutilizados por las lluvias; y había un enlace aéreo con Adén.
Hacia 1923 tan solo había una escuela en el territorio, con 48 alumnos. En 1958 había 37 escuelas elementales con 1974, una para europeos (40 alumnos), 9 intermedias (952), una secundaria (81), otra profesional (22) y 120 escuelas musulmanas con 2750 alumnos.
La moneda era la rupia de la India británica hasta 1941. Entonces el protectorado se incorporó al East African Currency Board, creado en 1919, y su moneda pasó a ser el chelín de África Oriental. Hasta el 1 de octubre de 1951 continuó circulando la rupia india.

## Administración
La colonia estaba administrada por un gobernador que también ejercía como comandante en jefe. Las fuerzas armadas incluían 400 camelleros y 500 miembros de la policía.
El protectorado dependió administrativamente de diferentes organismos. Inicialmente dependió de la India hasta 1898, como parte de Adén. En 1905 quedó sujeto al ministerio de Colonias. En 1941 pasó a depender del ministerio de Guerra. En 1948 el territorio revirtió al departamento de Colonias.
El territorio se dividía en tres distritos.
En 1949 un estudio llevado a cabo para la Sección de Estudios Africanos de la Oficina Colonial llegó a la conclusión de que era conveniente crear consejos tribales y municipales. Existía el problema de la falta de élites locales y de tradición de una autoridad indígena vinculante. Pese a todo, en 1951 se crearon los consejos de distrito y el 1 de abril de 1953 se formaron los consejos locales de Berbera y Hargeisa.
El gobernador británico era la máxima autoridad legislativa y ejecutiva. Existía un consejo de ancianos y funcionarios que se reunía dos veces al año y cuya función era de asesoramiento.

## Historia
A mediados del siglo XIX Francia, Italia, Gran Bretaña, Egipto y Abisinia se interesaron por la península somalí. En 1839, los británicos establecieron una estación de carboneo en Adén, en la costa arábiga en frente de Somalia, como parte de sus rutas a la India. Para abastecer a la guarnición contaban con los suministros de ganado desde la costa somalí. En 1862, los franceses se establecieron en Obock, en lo que después sería Yibuti, y los italianos hicieron lo mismo en 1869 en Aseb, posteriormente parte de Eritrea. Los puertos de Zeila y Berbera fueron conquistados por Egipto en 1875. Aunque protestó por la ocupación egipcia, Gran Bretaña la consideró inicialmente una forma de evitar que el territorio pasara a manos de otra potencia europea, pero cuando las revueltas en Sudán pusieron a Egipto en una situación más difícil, decidió hacerse cargo, de manera que en 1883 y 1884 pasaron a control británico. En ese mismo año se creó el protectorado (Somaliland Protectorate).
Entre 1901 y 1920 el territorio fue atacado por los derviches del interior. Su líder Diiriye Guure -conocido como garad- estableció un reino en el interior de los territorios somalíes, sin límites definidos. En 1914 y 1915, las tropas del mayor T. A. Cubitt inflingieron fuertes pérdidas a los derviches, pero no fue hasta 1920 que éstos fueron finalmente derrotados por la intervención de la fuerza aérea. El garad huyó a Imi y falleció allí en enero de 1921.
Durante la Campaña del Este de África, el protectorado fue ocupado por Italia en agosto de 1940, pero recapturado por los británicos en marzo de 1941. La defensa británica contaba con la guarnición local (Camel Corps) y el Cuerpo de Policía, a los que se añadieron otras fuerzas, como el regimiento King's Rifles y tropas procedentes de India y Rodesia. También contaban con fuerzas de aviación y se apoyaban en fortificaciones semipermanentes cuya construcción, iniciada en 1936, obedecía a la protección de los accesos a Berbera. En total había 25 000 efectivos en la defensa. Los italianos contaban con cinco brigadas coloniales reforzadas con carros medios y ligeros, camisas negras y tropas indígenas. Los italianos cruzaron la frontera el 3 de agosto, el 19 cayó Berbera, última plaza en poder de los británicos.

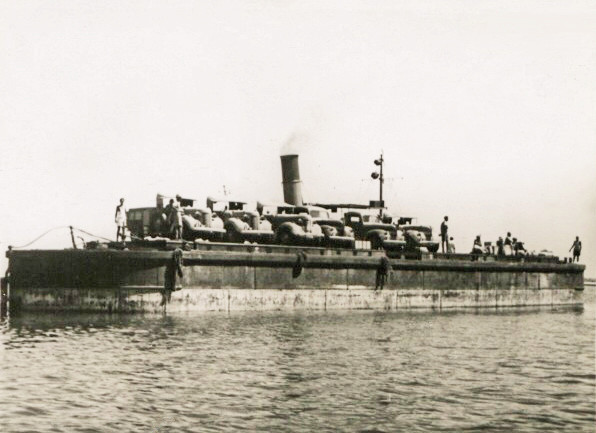
Desembarco británico en 1941

El Reino Unido recuperó el territorio en el marco de la ocupación del África Oriental Italiana. El 15 de marzo de 1941 se produjeron desembarcos de tropas indias, somalíes, árabes y británicas. El 16, tomaron Berbera, con lo que recuperaron el protectorado.
El 29 de noviembre de 1954, se firmó un acuerdo entre los gobiernos británico y etíope por el cual el distrito de Haud era devuelto a Etiopía. Este territorio formaba parte del protectorado en virtud del acuerdo de 1897, el cual estipulaba que Etiopía podía reclamarlo y Gran Bretaña habría de cederlo en ese caso. En enero de 1955 se hizo público el acuerdo, que creó malestar entre la población somalí que usaba el territorio como zona de pastos estacionales. Las reacciones fueron en ocasiones violentas. En 1956 los somalíes intentaron que se planteara la cuestión de Haud en las Naciones Unidas y el Tribunal Internacional. El prestigio de la potencia colonial en el protectorado fue decayendo, y en enero de 1956, una delegación somalí visitó el ministerio de Colonias y expresó su deseo de que el territorio se uniera a la Somalia italiana, cuya independencia se produciría en 1960. Cuando en mayo el subsecretario de Colonias, Alan Lennox-Boyd, visitó el territorio prometió mejoras económicas y culturales encaminadas a una futura independencia, si bien no dijo que esta fuera junto con la parte italiana.
En febrero de 1959, Lennox-Boyd visitó Hargeisa, donde además de prometer cambios institucionales, anunció la posibilidad de que se iniciaran negociaciones para la emancipación del territorio. Estas se desarrollaron en los primeros meses de 1960. El protectorado británico accedió a la independencia el 26 de junio de 1960, mientras que el italiano lo hacía el 1 de julio. Inmediatamente ambos se unieron bajo la constitución de 1 de julio de 1960, que contemplaba instituciones comunes para un único estado, por ejemplo 33 miembros del parlamento representaban al territorio británico, y 88 a la ex italiana.
Después del derrocamiento del gobierno central somalí en 1991, la antigua Somalia Británica declaró su independencia (no reconocida) en mayo de 1991 como la República de Somalilandia.